# Джон Стърджис
Джон Стърджис (на английски: John Sturges) е американски филмов режисьор и продуцент, роден през 1910 година, починал през 1992 година. 

## Биография
Въпреки че, в известен смисъл е пренебрегнат от Американската филмова академия, получавайки само една персонална номинация за награда „Оскар“ в категорията „Най-добър режисьор“, сред произведенията на Стърджис са такива класически филми като: Лош ден в Блек Рок (1955), Старецът и морето (1958), Великолепната седморка (1960), Голямото бягство (1963). Във филмите му блестят имената на суперзвезди на Холивуд като: Спенсър Трейси, Стив Маккуин, Юл Бринър, Чарлс Бронсън, Джеймс Кобърн и др.
През 1960 година, Джон Стърджис получава своята звезда на Алеята на славата на булевард „Холивуд“, Лос Анджелис.

## Филмография

### Частична режисьорска филмография
| Година | Филм                       | Оригинално заглавие         | Бележки              |
| ------ | -------------------------- | --------------------------- | -------------------- |
| 1950   | Потайна улица              | Mystery Street              |                      |
| 1950   | Великолепният янки         | The Magnificent Yankee      |                      |
| 1952   | Момичето в бяло            | The Girl in White           |                      |
| 1953   | Бягство от Форт Браво      | Escape from Fort Bravo      |                      |
| 1955   | Лош ден в Блек Рок         | Bad Day at Black Rock       | Номинация за „Оскар“ |
| 1957   | Престрелка при O.K. Корал  | Gunfight at the O.K. Corral |                      |
| 1958   | Старецът и морето          | The Old Man and the Sea     |                      |
| 1959   | Последният влак от Гън Хил | Last Train from Gun Hill    |                      |
| 1960   | Великолепната седморка     | The Magnificent Seven       |                      |
| 1963   | Голямото бягство           | The Great Escape            |                      |
| 1968   | Ледена станция Зебра       | Ice Station Zebra           |                      |
| 1972   | Джо Кид                    | Joe Kidd                    |                      |
| 1976   | Орелът се приземи          | The Eagle Has Landed        |                      |